# 교황 요한 21세
교황 요한 21세(라틴어: Ioannes PP. XXI, 이탈리아어: Papa Giovanni XXI)는 제187대 교황(재위: 1276년 9월 8일 - 1277년 5월 20일)이다. 본명은 페드루 줄리앙(포르투갈어: Pedro Julião)이다. 교황 다마소 1세(로마 제국령 루시타니아 출신)를 제외하고, 현재 유일한 포르투갈인 교황이다. 논리학자 겸 약초 재배자 페트루스 히스파누스(스페인의 베드로)와 동일인물로 여겨지며, 의사 출신으로는 유일하게 교황이 되었다.
교황 요한 21세는 실제로는 요한이라는 이름의 교황으로는 20번째 교황이지만, 한 단계 건너뛰었다.

## 생애 초기
페드루 줄리앙은 1210년~1220년 사이에 포르투갈 리스본에서 태어난 것으로 보인다. 그는 리스본 대성당 부속 학교에서 공부하다가 나중에 파리 대학교에 들어갔다. 그렇지만 일부 역사학자들은 그가 몽펠리에에서 공부했다고 주장한다. 어디에서 공부했든, 그는 의학과 신학, 논리학, 철학, 형이상학 그리고 아리스톨레스의 변증법 공부에 많은 시간을 할애했다. 전통적으로 그는 논리학과 약리학의 발전을 가져온 페트루스 히스파누스와 동일인물로 여겨진다. 페트루스 히스파누스는 1240년경 시에나 대학교에서 가르쳤으며, 그가 쓴 《논리학 총론》(Summulae Logicales)은 이후 3세기 동안 모든 대학교에서 아리스토텔레스의 변증법 교과서로 사용될 정도였다. 포르투갈 궁정에서 그는 교회 문제에 있어서 아폰수 3세 국왕의 고문과 대변인을 수행하였다. 나중에 그는 기마랑이스에 있는 수도원의 부원장이 되었다.
그는 브라가 대교구의 수석부제가 되었다. 그는 리스본의 대주교가 되기 위해 노력했으나 무위에 그쳤다. 대신에 그는 리스본 학교장이 되었다. 페드루는 교황 그레고리오 10세의 재임 초 그의 주치의로 발탁되었다. 1273년 3월 그는 브라가 대주교로 선출되었으나 실제로 착좌하지 못했다. 대신에 그는 1273년 6월 3일 교황 그레고리오 10세에 의해 투스쿨룸의 주교급 추기경에 서임되었다.

## 교황
1276년 8월 18일 교황 하드리아노 5세가 선종한 후, 9월 8일 페드루가 교황으로 선출되었다. 그의 대관식은 일주일 후인 9월 20일에 거행되었다. 짧은 재임기간 동안 요한 21세가 했던 몇 가지 일 중의 하나는 1274년에 소집된 제2차 리옹 공의회에서 통과된 콘클라베에 관한 교령을 번복한 것이었다. 그 교령은 추기경들이 새 교황을 선출할 때까지 계속 한 장소에 가둘 뿐만 아니라 선거가 너무 오래 걸리면 음식과 포도주 공급을 점진적으로 줄인다는 내용을 담고 있었다. 요한 21세의 재위 중 많은 날은 강력한 권세를 갖고 있었던 조반니 가에타노 오르시니 추기경(훗날의 교황 니콜라오 3세)에 의해 장악되었다. 요한 21세는 거룩한 땅을 되찾기 위한 십자군 원정을 시도했고, 동방 정교회와의 재일치에 주력했으며, 그리스도교 국가들 간의 평화 관계를 유지하기 위해 부단히 노력했다. 또한 그는 타타르족을 개종시키기 위한 포교를 시도했으나, 그 일이 착수되기 전에 선종해 버렸다. 외부의 방해를 받지 않고 조용한 분위기에서 의학 공부를 하기 위해 그는 비테르보에 있는 교황궁에 빌라 건물을 신설했다. 1277년 5월 14일 교황이 홀로 빌라에 있던 중에 천장이 무너져 폐허 속에 파묻히고 말았다. 요한 21세는 이 일로 심각한 부상을 입어 5월 20일에 선종했다. 사후 그의 시신은 비테르보 대성당에 조성된 무덤에 안장되었다.

## 같이 보기
- 교황 목록